# Літаюча тарілка (фільм)
«Літаюча тарілка» (італ. «Il disco volante») — італійська кінокомедія режисера Тінто Брасса з Альберто Сорді, Сільваною Мангано і Монікою Вітті у головних ролях, що вийшла 23 грудня 1964 року.

## Сюжет
Вінченцо Берруті — бригадиру карабінерів в невеликому містечку недалеко від Венеції доручено провести розслідування за фактом прибуття на Землю літаючої тарілки. Всі допитані їм жителі стверджують, що вони насправді бачили марсіан. Бідній селянській вдові Вітторії на прізвисько "Кролиця" (у неї 7 дітей) вдається зловити марсіанина, і вона продає його синові графині Крозара, який не зовсім в своєму розумі, і до того ж він гомосексуал. Але графиня наказує кинути марсіанина в колодязь, звинувачує Вітторію в шахрайстві, а бригадир відбирає у неї все, чим заплатив їй за марсіанина граф Момо. Згодом, в божевільні опиняються всі, хто бачив марсіан, їм ніхто не вірить. Для них відкривають спеціальне відділення. Альберто Сорді зіграв чотири ролі: бригадира, невизнаного письменника-телеграфіста, графа Момо і сільського священника, який наставляє своїх парафіян у корчмі, оскільки до церкви вони рідко ходять. 

## У ролях
| Альберто Сорді       | ···· | Вінченцо Берруті/Даріо Марсікано/Дон Джузеппе/Момі Крозара |
| Сільвана Мангано     | ···· | Вітторія                                                   |
| Моніка Вітті         | ···· | Долорес                                                    |
| Елеонора Россі Драго | ···· | Клелія                                                     |
| Джанлуїджі Крещенці  | ···· | Фантуцці                                                   |

## Знімальна група
| Режисер    | ···· | Тінто Брасс                    |
| Сценарій   | ···· | Родольфо Сонего                |
| Продюсер   | ···· | Діно Де Лаурентіс              |
| Оператор   | ···· | Бруно Баркароль                |
| Композитор | ···· | П'єро Піччоні                  |
| Художник   | ···· | Еліо Костанці, Джанні Полідорі |
| Монтаж     | ···· | Татьяна Казіні Моріджі         |